# Indre interkostal
Indre interkostalmuskler (intercostales interni) er en gruppe af skeletmuskler lokaliseret mellem ribbenene. Der er elleve på hver side. De starter anteriort på den sternum, i det interkostale hulrum mellem de øverste ribben, og ved de anteriore ekstremiteters brusk på de nederste ribben, og strækker sig bagud, så langt som vinklen på ribbenene, hvorfor de fortsætter indtil den vertebrale columna med tynde aponeuroser, de posteriore intercostale membraner.